# Самарийцинк
Самарийцинк — бинарное неорганическое соединение
самария и цинка
с формулой ZnSm,
кристаллы.

## Получение
- Сплавление стехиометрических количеств чистых веществ:

{\displaystyle {\mathsf {Sm+Zn\ {\xrightarrow {960^{o}C}}\ ZnSm}}}

## Физические свойства
Самарийцинк образует кристаллы
кубической сингонии, пространственная группа P m3m, параметры ячейки a = 0,3627 нм, Z = 1,
структура типа хлорида цезия CsCl
.
Соединение конгруэнтно плавится при температуре 960 °C
.